# Selago seticaulis
Selago seticaulis är en flenörtsväxtart som beskrevs av O.M. Hilliard. Selago seticaulis ingår i släktet Selago och familjen flenörtsväxter. Inga underarter finns listade i Catalogue of Life.